# Anneliese Groscurth

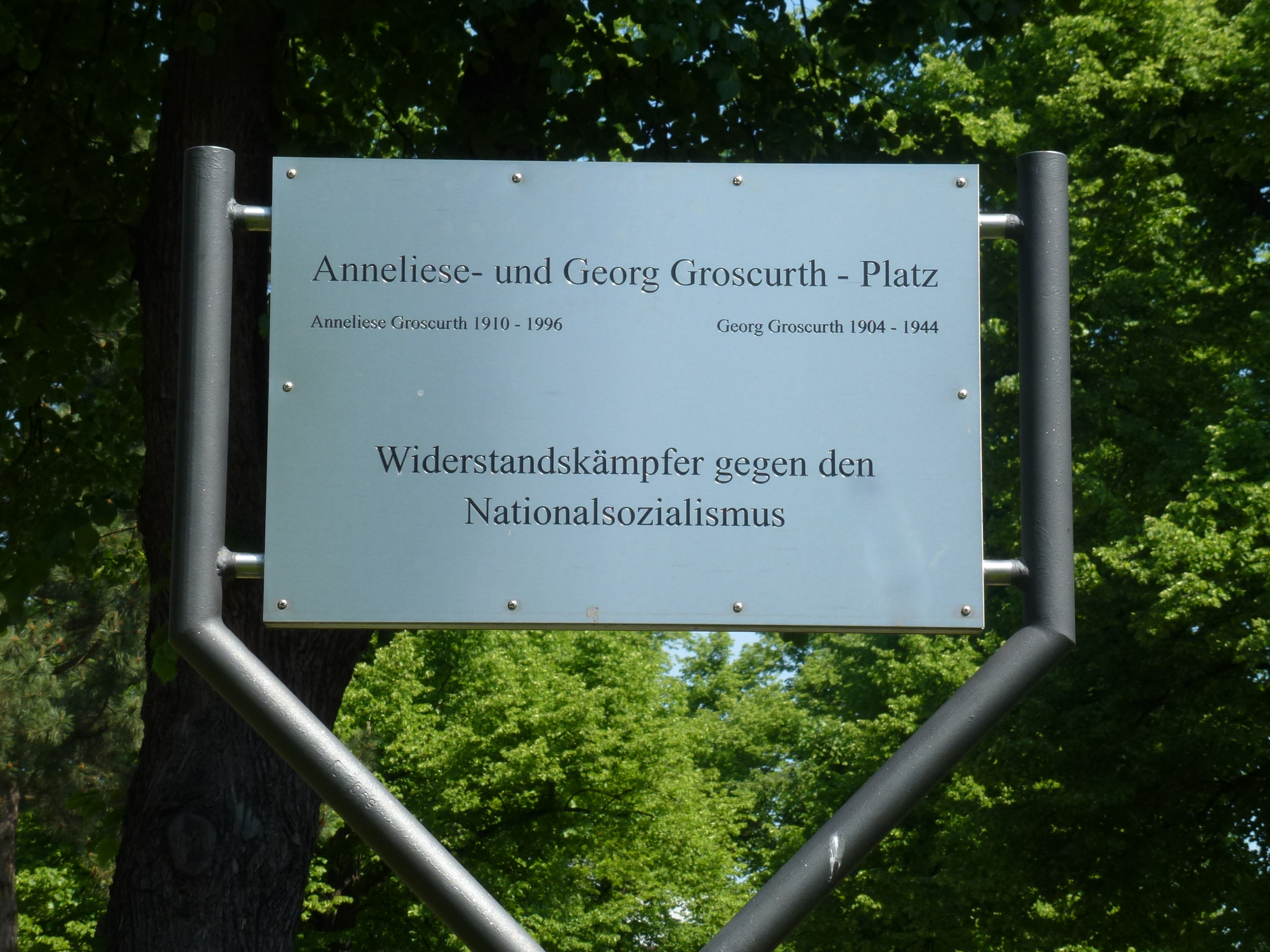
Gedenktafel am Anneliese-und-Georg-Groscurth-Platz (Mai 2012)

Anneliese Groscurth (* 12. September 1910 in Essen als Anneliese Plumpe; † 28. September 1996 in Berlin) war eine deutsche Ärztin und Widerstandskämpferin gegen den Nationalsozialismus in der Gruppe „Europäische Union“.

## Leben

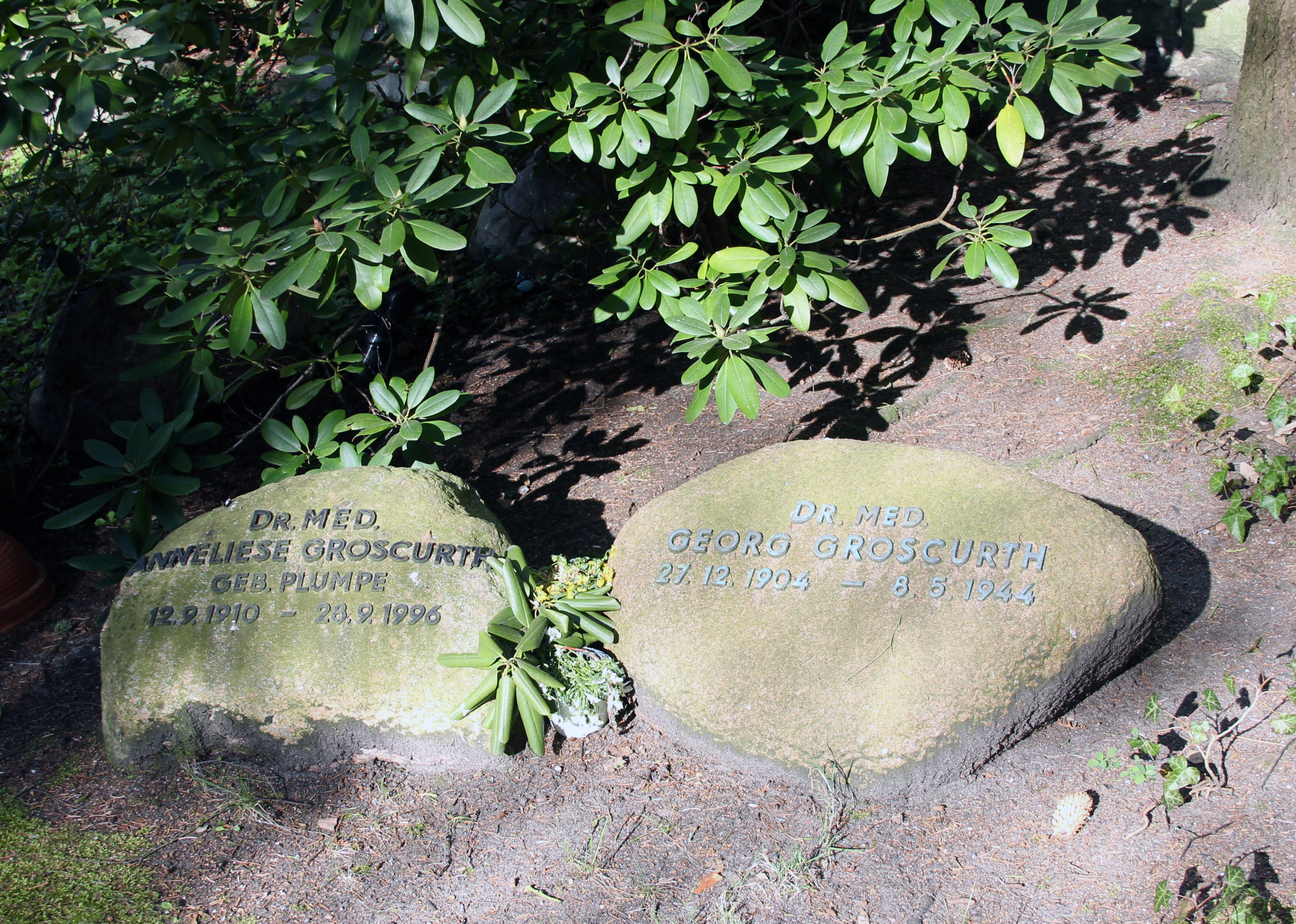
Ehrengräber von Anneliese und Georg Groscurth auf dem Friedhof Heerstraße in Berlin-Westend

Anneliese Groscurth gehörte zusammen mit ihrem Ehemann Georg Groscurth sowie Robert Havemann, Herbert Richter und dem Ehepaar Paul und Margarete Rentsch zu den Initiatoren der Widerstandsgruppe Europäische Union. Zu ihren sechzehn 1943/44 zum Tode verurteilten Angehörigen gehörte auch ihr Mann Georg.
Nach Kriegsende lebte Anneliese Groscurth mit den beiden gemeinsamen Söhnen Peter und Jan in Wehrda, kehrte aber wieder zurück nach Westend im jetzt West-Berliner Bezirk Charlottenburg und arbeitete als Ärztin im bezirklichen Gesundheitsamt. Am 28. April 1951 beteiligte sie sich an der Gründung des Berliner Ausschusses für die Volksbefragung gegen Remilitarisierung Deutschlands und für den Abschluss eines Friedensvertrages, eine unter Oberaufsicht der Sowjetischen Kontrollkommission ständig von der SED-Führung angeleitete „Schöpfung der kommunistischen Deutschlandpolitik“. Am 9. Mai 1951 wurde sie aus politischen Gründen aus dem öffentlichen Dienst entlassen, weil sie sich gegen die Wiederbewaffnung engagierte. Im August 1951 gründete sie den „Groscurth-Ausschuss“ (siehe unten). Sie wurde als Kommunistin diffamiert und ihr wurde der Reisepass entzogen, den sie erst in den 1960er Jahren zurückerhielt.
Durch eine nachhaltige Boykott-Kampagne der West-Berliner Presse, allen voran die Tageszeitung Der Tagesspiegel, konnte sie mit der eigenen Praxis ihre Familie nicht mehr ernähren und übernahm eine Anstellung in der Poliklinik des Berliner Rundfunks in Ost-Berlin. Die Witwenrente und die OdF-Hinterbliebenenrente wurden ihr ebenfalls entzogen. Auch die Zahlungen der Waisenrente für die beiden Söhne wurden eingestellt. Die gerichtlichen Auseinandersetzungen, die Groscurth darum führen musste, kommentierte das LaZ-Magazin mit der Feststellung: „Die Auseinandersetzung mit der DDR-Vergangenheit hat nach 1989 in Vergessenheit geraten lassen, dass es auch im Westen politisch motivierte Rechtsbeugung gab.“
Anneliese Groscurth starb, nur zwei Wochen nach ihrem 86. Geburtstag, am 28. September 1996 in Berlin. Ihr Grab befindet sich auf dem landeseigenen Friedhof Heerstraße (Waldfriedhof Heerstraße) in Berlin-Westend. Sie liegt dort an der Seite ihres Mannes Georg.
Die letzten Ruhestätten des Ehepaars Groscurth (Grablage: I-Erb.-Mauer) sind seit 2020 als Ehrengräber des Landes Berlin gewidmet. Die Widmung gilt zunächst für die übliche Frist von zwanzig Jahren, kann anschließend aber verlängert werden.

## Groscurth-Ausschuss

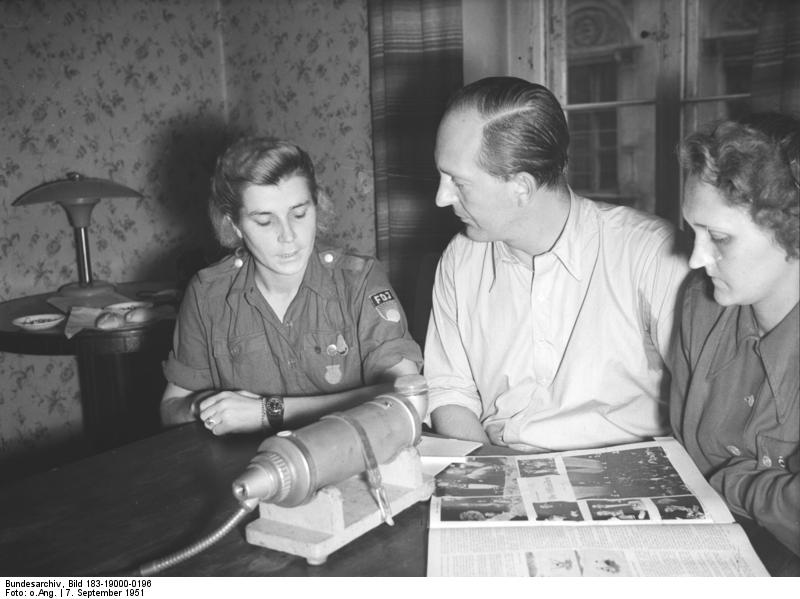
FDJ-Mitglieder berichteten dem Ausschuss über die „Ausschreitungen des Bezirksbürgermeisters Kressmann bei ihrer Verhaftung“, im Foto auch Robert Havemann

Als am 15. August 1951 10.000 Teilnehmer der III. Weltfestspiele der Jugend und Studenten die Sektorengrenze nach West-Berlin zum Zweck der Agitation in geschlossenen Formationen überschritten, war es dort zu einem Polizeieinsatz gekommen, bei dem es zahlreiche Verletzte gab. Daraufhin wandte sich Groscurth mit einem Aufruf an die Öffentlichkeit, die Vorfälle zu untersuchen. Am 28. August 1951 bildeten einige Persönlichkeiten des öffentlichen Lebens den „Groscurth-Ausschuss“, der in einer öffentlichen Verhandlung in Ost-Berlin Ursachen und Zusammenhänge des Polizeieinsatzes klären sollte. In der Folgezeit übernahm der Ausschuss zusätzlich die Aufgaben der Rechtshilfe des Ausschusses der Nationalen Front des demokratischen Deutschland und konstituierte sich am 2. Oktober 1951 unter dem Namen Groscurth-Ausschuss zum Schutze der demokratischen Rechte und zur Verteidigung von Patrioten in Westberlin. Zu seiner Führung gehörte neben Groscurth unter anderem der Rechtsanwalt Friedrich Karl Kaul. Rechtshilfe sollten vor allem West-Berliner erhalten, die von Polizeigewalt, politischer Maßregelung und Verfolgung oder von Berufsverboten betroffen waren, aber auch bei Agitationseinsätzen verhaftete SED- und FDJ-Mitglieder.

## Ehrungen
- Am Tag der Republik im Jahr 1954 erhielt sie den Vaterländischen Verdienstorden der DDR in Silber „als Zeichen der Anerkennung außerordentlicher Verdienste im Kampf für die Einheit Deutschlands“.[9]
- Seit dem 19. Juni 2006 ehrt Yad Vashem Anneliese Groscurth wie auch ihren Mann als „Gerechte unter den Völkern“.[10]
- Seit dem 11. August 2006 trägt eine Grünfläche (Lindenallee, 14050 Berlin) in Berlin-Westend den Namen Anneliese- und Georg-Groscurth-Platz.[11]

## Publikationen
- Frontstadt – Terror in Westberlin, Hrsg. vom Groscurth-Ausschuss zum Schutze der Demokratischen Rechte und zur Verteidigung von Patrioten in Westberlin, DNB 990270203